# Оскар (кинопремия, 1983)
55-я церемония вручения наград премии «Оскар» за заслуги в области кинематографа за 1982 год состоялась 11 апреля 1983 года в Dorothy Chandler Pavilion (Лос-Анджелес, Калифорния). Номинанты были объявлены 17 февраля 1983 года.

## Фильмы, получившие несколько номинаций
| Фильм                 | номинации | награды |
| --------------------- | --------- | ------- |
| • Ганди               | 11        | 8       |
| • Тутси               | 10        | 1       |
| • Инопланетянин       | 9         | 4       |
| • Виктор/Виктория     | 7         | 1       |
| • Офицер и джентльмен | 6         | 2       |
| • Лодка               | 6         | -       |
| • Выбор Софи          | 5         | 1       |
| • Вердикт             | 5         | -       |
| • Пропавший без вести | 4         | 1       |
| • Полтергейст         | 3         | -       |
| • Фрэнсис             | 2         | -       |
| • Мир по Гарпу        | 2         | -       |
| • Энни                | 2         | -       |
| • Бегущий по лезвию   | 2         | -       |
| • Травиата            | 2         | -       |
| • Трон                | 2         | -       |

## Список лауреатов и номинантов
★ Победители выделены отдельным цветом. 

### Основные категории
| Категории                         | Лауреаты и номинанты                                                                       | Лауреаты и номинанты                                                                          |                                     |
| --------------------------------- | ------------------------------------------------------------------------------------------ | --------------------------------------------------------------------------------------------- | ----------------------------------- |
| Лучший фильм                      | ★ Ганди / Gandhi (продюсер: Ричард Аттенборо)                                              | ★ Ганди / Gandhi (продюсер: Ричард Аттенборо)                                                 |                                     |
| Лучший фильм                      | • Инопланетянин / E.T. The Extra-Terrestrial (продюсеры: Стивен Спилберг и Кэтлин Кеннеди) |                                                                                               |                                     |
| Лучший фильм                      | • Пропавший без вести / Missing (продюсеры: Эдвард Льюис и Милдред Льюис)                  |                                                                                               |                                     |
| Лучший фильм                      | • Тутси / Tootsie (продюсеры: Сидни Поллак и Дик Ричардс)                                  |                                                                                               |                                     |
| Лучший фильм                      | • Вердикт / The Verdict (продюсеры: Ричард Д. Занук и Дэвид Браун)                         |                                                                                               |                                     |
| Лучший режиссёр                   |                                                                                            | ★ Ричард Аттенборо за фильм «Ганди»                                                           | ★ Ричард Аттенборо за фильм «Ганди» |
| Лучший режиссёр                   | • Вольфганг Петерсен — «Лодка»                                                             |                                                                                               |                                     |
| Лучший режиссёр                   | • Стивен Спилберг — «Инопланетянин»                                                        |                                                                                               |                                     |
| Лучший режиссёр                   | • Сидни Поллак — «Тутси»                                                                   |                                                                                               |                                     |
| Лучший режиссёр                   | • Сидни Люмет — «Вердикт»                                                                  |                                                                                               |                                     |
| Лучший актёр                      | Бен Кингсли (фото 1983 года)                                                               | ★ Бен Кингсли — «Ганди» (за роль Махатмы Ганди)                                               |                                     |
| Лучший актёр                      | Бен Кингсли (фото 1983 года)                                                               | • Дастин Хоффман — «Тутси» (за роль Майкла Дорси / Дороти Майклс)                             |                                     |
| Лучший актёр                      | Бен Кингсли (фото 1983 года)                                                               | • Джек Леммон — «Пропавший без вести» (за роль Эда Хормана)                                   |                                     |
| Лучший актёр                      | Бен Кингсли (фото 1983 года)                                                               | • Пол Ньюман — «Вердикт» (за роль Фрэнка Гэлвина)                                             |                                     |
| Лучший актёр                      | Бен Кингсли (фото 1983 года)                                                               | • Питер О’Тул — «Мой лучший год» (за роль Алана Суонна)                                       |                                     |
| Лучшая актриса                    | Мерил Стрип                                                                                | ★ Мерил Стрип — «Выбор Софи» (за роль Софи Завистовски)                                       |                                     |
| Лучшая актриса                    | Мерил Стрип                                                                                | • Джули Эндрюс — «Виктор/Виктория» (за роль Виктории Грант / графа Виктора Гражински)         |                                     |
| Лучшая актриса                    | Мерил Стрип                                                                                | • Джессика Лэнг — «Фрэнсис» (за роль Фрэнсис Фармер)                                          |                                     |
| Лучшая актриса                    | Мерил Стрип                                                                                | • Сисси Спэйсек — «Пропавший без вести» (за роль Бет Хорман)                                  |                                     |
| Лучшая актриса                    | Мерил Стрип                                                                                | • Дебра Уингер — «Офицер и джентльмен» (за роль Полы Покрифки)                                |                                     |
| Лучший актёр второго плана        | Луис Госсетт младший                                                                       | ★ Луис Госсетт мл. — «Офицер и джентльмен» (за роль комендор-сержанта Эмиля Фоули)            |                                     |
| Лучший актёр второго плана        | Луис Госсетт младший                                                                       | • Чарльз Дёрнинг — «Самый приятный бордель в Техасе» (за роль губернатора)                    |                                     |
| Лучший актёр второго плана        | Луис Госсетт младший                                                                       | • Джеймс Мэйсон — «Вердикт» (за роль Эда Конкэннона)                                          |                                     |
| Лучший актёр второго плана        | Луис Госсетт младший                                                                       | • Роберт Престон — «Виктор/Виктория» (за роль Кэрролла «Тодди» Тодда)                         |                                     |
| Лучший актёр второго плана        | Луис Госсетт младший                                                                       | • Джон Литгоу — «Мир по Гарпу» (за роль Роберты Малдун)                                       |                                     |
| Лучшая актриса второго плана      | Джессика Лэнг                                                                              | ★ Джессика Лэнг — «Тутси» (за роль Джули Николс)                                              |                                     |
| Лучшая актриса второго плана      | Джессика Лэнг                                                                              | • Ким Стэнли — «Фрэнсис» (за роль Лиллиан Фармер)                                             |                                     |
| Лучшая актриса второго плана      | Джессика Лэнг                                                                              | • Тери Гарр — «Тутси» (за роль Сэнди Лестер)                                                  |                                     |
| Лучшая актриса второго плана      | Джессика Лэнг                                                                              | • Лесли Энн Уоррен — «Виктор/Виктория» (за роль Нормы Кэссиди)                                |                                     |
| Лучшая актриса второго плана      | Джессика Лэнг                                                                              | • Гленн Клоуз — «Мир по Гарпу» (за роль Дженни Филдс)                                         |                                     |
| Лучший оригинальный сценарий      | ★ Джон Брайли за сценарий к фильму «Ганди»                                                 | ★ Джон Брайли за сценарий к фильму «Ганди»                                                    |                                     |
| Лучший оригинальный сценарий      | • Барри Левинсон — «Забегаловка»                                                           |                                                                                               |                                     |
| Лучший оригинальный сценарий      | • Мелисса Мэтисон — «Инопланетянин»                                                        |                                                                                               |                                     |
| Лучший оригинальный сценарий      | • Дуглас Дэй Стюарт — «Офицер и джентльмен»                                                |                                                                                               |                                     |
| Лучший оригинальный сценарий      | • Ларри Гелбарт, Мюррэй Шисгал и Дон МакГуайр — «Тутси»                                    |                                                                                               |                                     |
| Лучший адаптированный сценарий    | Коста-Гаврас                                                                               | ★ Коста-Гаврас и Дональд Стюарт — «Пропавший без вести» (по книге Томаса Хаузера)             |                                     |
| Лучший адаптированный сценарий    | Коста-Гаврас                                                                               | • Вольфганг Петерсен — «Лодка» (по одноимённому роману Лотара-Гюнтера Буххайма)               |                                     |
| Лучший адаптированный сценарий    | Коста-Гаврас                                                                               | • Алан Дж. Пакула — «Выбор Софи» (по одноимённому роману Уильяма Стайрона)                    |                                     |
| Лучший адаптированный сценарий    | Коста-Гаврас                                                                               | • Дэвид Мэмет — «Вердикт» (по одноимённому роману Бэрри Рида)                                 |                                     |
| Лучший адаптированный сценарий    | Коста-Гаврас                                                                               | • Блейк Эдвардс — «Виктор/Виктория» (на основе сценария Рейнольда Шюнцеля к фильму 1933 года) |                                     |
| Лучший фильм на иностранном языке | ★ Начать сначала / Volver a empezar (Испания) реж. Хосе Луис Гарси                         | ★ Начать сначала / Volver a empezar (Испания) реж. Хосе Луис Гарси                            |                                     |
| Лучший фильм на иностранном языке | • Альсино и Кондор / Alsino y el cóndor (Никарагуа) реж. Мигель Литтин                     |                                                                                               |                                     |
| Лучший фильм на иностранном языке | • Безупречная репутация / Coup de torchon (Франция) реж. Бертран Тавернье                  |                                                                                               |                                     |
| Лучший фильм на иностранном языке | • Полёт «Орла» / Ingenjör Andrées luftfärd (Швеция) реж. Ян Труэль                         |                                                                                               |                                     |
| Лучший фильм на иностранном языке | • Частная жизнь (СССР) реж. Юлий Райзман                                                   |                                                                                               |                                     |

### Другие категории
| Категории                                                 | Лауреаты и номинанты | Лауреаты и номинанты                                                                                       |
| --------------------------------------------------------- | --- | --- |
| Лучшая музыка: Оригинальный саундтрек                     | Джон Уильямс | ★ Джон Уильямс — «Инопланетянин»                                                                           |
| Лучшая музыка: Оригинальный саундтрек                     | Джон Уильямс | • Рави Шанкар и Джордж Фентон — «Ганди»                                                                    |
| Лучшая музыка: Оригинальный саундтрек                     | Джон Уильямс | • Джек Ницше — «Офицер и джентльмен»                                                                       |
| Лучшая музыка: Оригинальный саундтрек                     | Джон Уильямс | • Джерри Голдсмит — «Полтергейст»                                                                          |
| Лучшая музыка: Оригинальный саундтрек                     | Джон Уильямс | • Марвин Хэмлиш — «Выбор Софи»                                                                             |
| Лучшая музыка: Запись песен к фильму, адаптация партитуры | ★ Генри Манчини, Лесли Брикасс (запись песен), Генри Манчини (адаптация партитуры) — «Виктор/Виктория»                      | ★ Генри Манчини, Лесли Брикасс (запись песен), Генри Манчини (адаптация партитуры) — «Виктор/Виктория»     |
| Лучшая музыка: Запись песен к фильму, адаптация партитуры | • Ральф Бёрнс (адаптация партитуры) — «Энни»                                                                                | |
| Лучшая музыка: Запись песен к фильму, адаптация партитуры | • Том Уэйтс (запись песен) — «От всего сердца»                                                                              | |
| Лучшая песня к фильму                                     | ★ Up Where We Belong — «Офицер и джентльмен» — музыка: Джек Ницше и Баффи Сент-Мари, слова: Уилл Дженнингс                  | ★ Up Where We Belong — «Офицер и джентльмен» — музыка: Джек Ницше и Баффи Сент-Мари, слова: Уилл Дженнингс |
| Лучшая песня к фильму                                     | • Eye of the Tiger — «Рокки 3» — музыка и слова: Джим Петерик и Фрэнки Салливан                                             | |
| Лучшая песня к фильму                                     | • How Do You Keep the Music Playing? — «Лучшие друзья» — музыка: Мишель Легран, слова: Алана и Мэрилин Бергман              | |
| Лучшая песня к фильму                                     | • If We Were In Love — «Да, Джорджо» — музыка: Джон Уильямс, слова: Алан Бергман и Мэрилин Бергман                          | |
| Лучшая песня к фильму                                     | • It Might Be You — «Тутси» — музыка: Дэйв Грузин, слова: Алан Бергман и Мэрилин Бергман                                    | |
| Лучшая операторская работа                                | ★ Билли Уильямс и Ронни Тейлор — «Ганди»                                                                                    | ★ Билли Уильямс и Ронни Тейлор — «Ганди»                                                                   |
| Лучшая операторская работа                                | • Йост Вакано — «Лодка» | |
| Лучшая операторская работа                                | • Аллен Давио — «Инопланетянин»                                                                                             | |
| Лучшая операторская работа                                | • Нестор Альмендрос — «Выбор Софи»                                                                                          | |
| Лучшая операторская работа                                | • Оуэн Ройзман — «Тутси» | |
| Лучший монтаж                                             | ★ Джон Блум — «Ганди» | ★ Джон Блум — «Ганди»                                                                                      |
| Лучший монтаж                                             | • Ханнес Никель — «Лодка»                                                                                                   | |
| Лучший монтаж                                             | • Кэрол Литтлтон — «Инопланетянин»                                                                                          | |
| Лучший монтаж                                             | • Питер Циннер — «Офицер и джентльмен»                                                                                      | |
| Лучший монтаж                                             | • Фредерик Стайнкамп, Уильям Стайнкамп — «Тутси»                                                                            | |
| Лучшая работа художника                                   | ★ Стюарт Крэйг, Роберт В. Лейнг (постановщики), Майкл Сейртон (декоратор) — «Ганди»                                         | ★ Стюарт Крэйг, Роберт В. Лейнг (постановщики), Майкл Сейртон (декоратор) — «Ганди»                        |
| Лучшая работа художника                                   | • Дэйл Хеннеси (постановщик, номинирован посмертно), Марвин Марч (декоратор) — «Энни»                                       | |
| Лучшая работа художника                                   | • Лоуренс Дж. Полл, Дэвид Л. Снайдер (постановщики), Линда Дессенна (декоратор) — «Бегущий по лезвию»                       | |
| Лучшая работа художника                                   | • Франко Дзеффирелли (постановщик), Джанни Кваранта (декоратор) — «Травиата»                                                | |
| Лучшая работа художника                                   | • Роджер Маус, Тим Хатчинсон, Уильям Крэйг Смит (постановщики), Гарри Кордуэлл (декоратор) — «Виктор/Виктория»              | |
| Лучший дизайн костюмов                                    | Бхану Атайя | ★ Джон Молло, Бхану Атайя — «Ганди»                                                                        |
| Лучший дизайн костюмов                                    | Бхану Атайя | • Пьеро Този — «Травиата»                                                                                  |
| Лучший дизайн костюмов                                    | Бхану Атайя | • Альберт Вольски — «Выбор Софи»                                                                           |
| Лучший дизайн костюмов                                    | Бхану Атайя | • Элоиз Дженссен, Розанна Нортон — «Трон»                                                                  |
| Лучший дизайн костюмов                                    | Бхану Атайя | • Патриция Норрис — «Виктор/Виктория»                                                                      |
| Лучший звук                                               | ★ Роберт Кнадсон, Роберт Гласс, Don Digirolamo, Джин С. Кантамесса — «Инопланетянин»                                        | ★ Роберт Кнадсон, Роберт Гласс, Don Digirolamo, Джин С. Кантамесса — «Инопланетянин»                       |
| Лучший звук                                               | • Милан Бор, Тревор Пайк, Mike Le Mare — «Лодка»                                                                            | |
| Лучший звук                                               | • Джерри Хамфрис, Робин О’Донохью, Джонатан Бейтс, Simon Kaye — «Ганди»                                                     | |
| Лучший звук                                               | • Артур Пиантадоси, Лес Фрешольц, Дик Александр, Les Lazarowitz — «Тутси»                                                   | |
| Лучший звук                                               | • Майкл Минклер, Боб Минклер, Ли Минклер, Джеймс ЛаРу — «Трон»                                                              | |
| Лучший монтаж звуковых эффектов                           | ★ Чарльз Л. Кэмпбелл, Бен Бёртт — «Инопланетянин»                                                                           | ★ Чарльз Л. Кэмпбелл, Бен Бёртт — «Инопланетянин»                                                          |
| Лучший монтаж звуковых эффектов                           | • Майк Ле Мэр — «Лодка» | |
| Лучший монтаж звуковых эффектов                           | • Стивен Хантер Флик, Ричард Л. Андерсон — «Полтергейст»                                                                    | |
| Лучшие визуальные эффекты                                 | ★ Карло Рамбальди, Деннис Мьюрен, Кеннет Смит — «Инопланетянин»                                                             | ★ Карло Рамбальди, Деннис Мьюрен, Кеннет Смит — «Инопланетянин»                                            |
| Лучшие визуальные эффекты                                 | • Дуглас Трамбулл, Ричард Юрисич, Дэвид Драйер — «Бегущий по лезвию»                                                        | |
| Лучшие визуальные эффекты                                 | • Ричард Эдланд, Майкл Вуд, Брюс Николсон — «Полтергейст»                                                                   | |
| Лучший грим                                               | ★ Сара Монзани, Мишель Бёрк — «Борьба за огонь»                                                                             | ★ Сара Монзани, Мишель Бёрк — «Борьба за огонь»                                                            |
| Лучший грим                                               | • Том Смит — «Ганди» | |
| Лучший документальный полнометражный фильм                | ★ Еще один пропавший ребёнок / Just Another Missing Kid (продюсер: Джон Зарицки)                                            | ★ Еще один пропавший ребёнок / Just Another Missing Kid (продюсер: Джон Зарицки)                           |
| Лучший документальный полнометражный фильм                | • После топора (продюсеры: Стурла Гуннарссон и Стив Лукас)                                                                  | |
| Лучший документальный полнометражный фильм                | • Фабрика Бэна / Ben’s Mill (продюсеры: Джон Кэрол и Michel Chalufour)                                                      | |
| Лучший документальный полнометражный фильм                | • В нашей воде / In Our Water (продюсер: Meg Switzgable)                                                                    | |
| Лучший документальный полнометражный фильм                | • Портрет Жизель / A Portrait of Giselle (продюсер: Джозеф Виши)                                                            | |
| Лучший документальный короткометражный фильм              | ★ Если ты любишь эту планету / If You Love This Planet (продюсеры: Эдвард Ле Лоррен и Терри Нэш)                            | ★ Если ты любишь эту планету / If You Love This Planet (продюсеры: Эдвард Ле Лоррен и Терри Нэш)           |
| Лучший документальный короткометражный фильм              | • Боги металла / Gods of Metal (продюсер: Роберт Рише)                                                                      | |
| Лучший документальный короткометражный фильм              | • Клан: Наследие ненависти в Америке / The Klan: A Legacy of Hate in America (продюсеры: Чарльз Гуггенхейм и Вернер Шуманн) | |
| Лучший документальный короткометражный фильм              | • Живи или дай умереть / To Live or Let Die (продюсер: Фрида Ли Мокк)                                                       | |
| Лучший документальный короткометражный фильм              | • Путешествие надежды / Traveling Hopefully (продюсер: Джон Г. Эвилдсен)                                                    | |
| Лучший игровой короткометражный фильм                     | ★ Шокирующая случайность / A Shocking Accident (продюсер: Кристин Острейхер)                                                | ★ Шокирующая случайность / A Shocking Accident (продюсер: Кристин Острейхер)                               |
| Лучший игровой короткометражный фильм                     | • Роботизированный балет / Ballet Robotique (продюсер: Боб Роджерс)                                                         | |
| Лучший игровой короткометражный фильм                     | • Молчание / The Silence (продюсеры: Майкл Тошиюки Уно и Джозеф Бенсон)                                                     | |
| Лучший игровой короткометражный фильм                     | • Сломанное вишнёвое деревце / Split Cherry Tree (продюсер: Жан Саундерс)                                                   | |
| Лучший игровой короткометражный фильм                     | • Средни Ваштар / Sredni Vashtar (продюсер: Эндрю Биркин)                                                                   | |
| Лучший анимационный короткометражный фильм                | ★ Танго / Tango (продюсер: Збигнев Рыбчиньский)                                                                             | ★ Танго / Tango (продюсер: Збигнев Рыбчиньский)                                                            |
| Лучший анимационный короткометражный фильм                | • Великий Когнито / The Great Cognito (продюсер: Уилл Винтон)                                                               | |
| Лучший анимационный короткометражный фильм                | • Снеговик / The Snowman (продюсер: Джон Коутс)                                                                             | |

### Специальные награды
| Награда                                                         | Лауреаты |
| --------------------------------------------------------------- | --- |
| Премия за выдающиеся заслуги в кинематографе (Почётный «Оскар») | ★ Микки Руни — выдающемуся актёру, который вот уже 50 лет создаёт неподражаемые образы в незабываемых кинофильмах. (in recognition of his 50 years of versatility in a variety of memorable film performances.) |
| Награда имени Джина Хершолта                                    | ★ Уолтер Мириш |
| Награда имени Гордона Сойера                                    | ★ Джон Аалберг |

## Научно-технические награды
| Категории                        | Лауреаты |
| -------------------------------- | --- |
| Academy Award of Merit           | • Аугуст Арнольд, Эрих Кестнер (Arnold & Richter, GmbH) — за создание первой 35-миллиметровой ручной кинокамеры с зеркальным обтюратором. (for the concept and engineering of the first operational 35mm, hand-held, spinning mirror reflex, motion picture camera.) |
| Scientific and Engineering Award | • Колин Ф. Моссман (The R&D Group of Rank Film Laboratories, London) — за разработку и внедрение системы печати на 4000 метров для кинолабораторий. |
| Scientific and Engineering Award | • Санте Зелли, Сальваторе Зелли (Elemack Italia S.R.L., Рим, Италия) — за непрерывный инженерный дизайн и разработку, результатом которых стали системы Elemack Camera Dolly для кинопроизводства.                                                                   |
| Scientific and Engineering Award | • Леонард Чапман — за технический дизайн, разработку и производство тележки PeeWee Camera Dolly для кинопроизводства. |
| Scientific and Engineering Award | • Мохаммад С. Нозари (Minnesota Mining and Manufacturing Company) — за исследования и разработку защитного покрытия 3M Photogard для кинопленки. |
| Scientific and Engineering Award | • Брианна Мерфи, Дональд Шислер (Mitchell Insert Systems, Inc.) — за концепцию, дизайн и производство автомобиля MISI Camera Insert Car и Process Trailer. |
| Scientific and Engineering Award | • Якобус Л. Диммерс — за разработку и производство магнитного преобразователя Teccon Enterprises для записи и воспроизведения звука кинофильмов. |
| Technical Achievement Award      | • Дик Дитс — за разработку и изготовление «Маленького большого крана» для кинопроизводства. |
| Technical Achievement Award      | • Конс Тресфон, Адриан Де Рой (Egripment), Эд Филлипс, Карлос ДеМаттос (Matthews Studio Equipment, Inc.) — за разработку и изготовление «Журавля-тюльпана» для кинопроизводства.                                                                                     |
| Technical Achievement Award      | • Брэн Феррен (Associates and Ferren) — за проектирование и разработку компьютеризированной системы световых эффектов для киносъемки. |
| Technical Achievement Award      | • Christie Electric Corp., LaVezzi Machine Works, Inc. — за разработку и производство кинотранспорта Ultramittent для кинопроекторов Christie. |